# Flint Glacier
Flint Glacier är en glaciär i Antarktis. Den ligger i Västantarktis. Argentina, Chile och Storbritannien gör anspråk på området. Flint Glacier ligger 232 meter över havet.
Terrängen runt Flint Glacier är varierad. Flint Glacier ligger nere i en dal.  Trakten är obefolkad. Det finns inga samhällen i närheten.